# Opération RY
Pendant Guerre du Pacifique de la Seconde Guerre mondiale
L'opération RY est le plan japonais de conquête et d'occupation des îles Nauru et Banaba dans le Pacifique sud, pendant la guerre de Pacifique de la Seconde Guerre mondiale. L'opération devait initialement être exécutée en mai 1942, immédiatement après l'opération MO et avant l'opération MI, qui aboutit à la bataille de Midway. La principale raison de l'opération était d'exploiter les approvisionnements en phosphate des îles. Après un report en raison de l'ingérence des forces ennemies, l'opération s’acheva en août 1942.

## Contexte
Les îles Banaba et Nauru étaient isolées mais riches en gisements de phosphate ; ceux-ci furent identifiés vers 1900. Nauru était sous le contrôle du mandat australien et Banaba était le quartier général de la colonie britannique des îles Gilbert et Ellice. Dans les deux endroits, les British Phosphate Commissioners (BPC), basés à Melbourne, dirigeaient l'extraction du phosphate depuis 1919, en vertu de l'accord de l'île de Nauru. Les gisements de phosphate ont été exploités pour fabriquer des engrais, des munitions et des explosifs.
Les croiseurs auxiliaires allemands Orion et Komet coulèrent cinq navires marchands et bombardèrent l'île, causant des dommages à l'extraction de phosphate et perturbant la production alliée de phosphate. À la suite des raids, le Conseil naval du Commonwealth australien demanda à l'Amirauté britannique de redéployer les unités navales australiennes pour faire face à la menace posée par les raiders. Le croiseur marchand armé HMAS Manoora arriva au large de Banaba le 4 janvier 1941 et les navires de guerre australiens et néo-zélandais maintinrent une présence continue au large des îles au cours des mois suivants. Une compagnie navale et deux canons de campagne furent déployés sur chaque île. Les attaques conduisirent également à l'introduction de convois entre l'Australie et la Nouvelle-Zélande.
Fin février 1942, face à une invasion japonaise des îles Nauru et Banaba tant redoutée, le destroyer de la France libre Le Triomphant quitta les Nouvelles-Hébrides afin d'évacuer la zone. Le navire accosta le 23 février et acheva l'évacuation du personnel Occidentaux sans incident grave.
Malgré l'annulation de l'opération MO le 8 mai 1942 immédiatement après la bataille de la mer de Corail, les forces de la marine impériale japonaise quittèrent Rabaul et Bougainville le 11 mai afin de mettre en œuvre l'opération RY.

## Première tentative d'invasion
Le 11 mai 1942, la force d'invasion impériale japonaise appareilla de Rabaul sous le commandement du contre-amiral Shima Kiyohide. La force comprenait le croiseur Tatsuta, les mouilleurs de mines Okinoshima (vaisseau-amiral) et Tsugaru et des destroyers Uzuki et Yūzuki, couverts par la 5e division de croiseurs, sous le commandement du contre-amiral Takeo Takagi, composé des croiseurs lourds Myōkō et Haguro et la 30e division de destroyers (Ariake, Mochizuki, Shigure et Shiratsuyu). Les troupes d'invasion de la 6e Forces navales spéciales de débarquement (FNSD) et de la Kashima FNSD furent transportées par les navires de transports Kinryū Maru et Takahata Maru.
Alors que l′Okinoshima fuyait sous une pluie battante au large de la Nouvelle-Irlande, après avoir été attaqué par des avions de l'USS Yorktown lors de l'invasion de Tulagi le 4 mai 1942, il fut torpillé et gravement endommagé à 04 h 52 par le sous-marin de la marine américaine USS S-42,. Les escortes de la force d'invasion localisèrent le submersible en grenadant la zone jusqu'à 11 h 30, en lui causant des dégâts. Le sous-marin quitta la zone pour retourner à la base de la baie Moreton, à Brisbane. Le contre-amiral Shima transféra son porte-drapeau à bord du Yūzuki, au sud-ouest de l'île de Buka, à Bougainville. À 06 h 40, l'Okinoshima chavira pendant son remorquage par le Mochizuki dans le canal Saint-Georges à la position 5° 06′ S, 153° 48′ E.
De retour à Rabaul après avoir été dépêché sans succès pour prendre en charge les travaux de réparation sur l'Okinoshima, le navire de réparation Shoei Maru fut torpillé par l'USS S-44 au large du cap Saint-George, en Nouvelle-Irlande. Il coula dans l'après-midi à la position 4° 51′ S, 152° 54′ E.
Malgré la perte de l'Okinoshima, le reste des forces japonaises continua l'opération. Étant donné que ces forces étaient en route, un avion de reconnaissance japonais de Tulagi aperçut une force opérationnelle américaine composée des porte-avions USS Enterprise et Hornet se dirigeant vers Nauru. Les deux bâtiments américains, agissant sur la base des renseignements obtenus à partir des communications japonaises interceptées, avaient été envoyés dans la région comme une feinte pour tenter d'arrêter l'opération japonaise.
Les Japonais se firent duper. Craignant la menace posée par les porte-avions américains aux forces de l'opération RY, qui ne disposaient d'aucune couverture aérienne, ceux-ci annulèrent l'opération le 15 mai et les forces navales retournèrent ainsi à Rabaul.

## Deuxième tentative réussie
Une deuxième force d'invasion appareilla de Truk le 26 août 1942, et était composée du croiseur Yūbari, des destroyers Oite, Yūzuki, Ariake, Yūgure et Yūnagi, et du transport Hakozaki Maru.
Les forces de débarquement débarquèrent sur Nauru le 29 août et Banaba le lendemain sans rencontrer d'opposition.

## Occupation
Les forces japonaises occupèrent les deux îles jusqu'à la fin de la guerre, mais devinrent de plus en plus isolées à mesure de la progression de la guerre.
Pendant l'occupation japonaise de Nauru, des avions américains bombardèrent à plusieurs reprises les installations de l'île, mais n'y débarquent pas.